# Esashi
Esashi (枝幸町?) è una cittadina giapponese della prefettura di Hokkaidō.